# Csaba Kovács
Csaba Kovács (ungarisch Kovács Csaba; * 18. März 1984 in Budapest) ist ein ungarischer Eishockeyspieler, der seit 2017 beim Újpesti TE aus der MOL Liga unter Vertrag steht.

## Karriere
Csaba Kovács begann seine Karriere als Eishockeyspieler bei den Notre Dame Hounds in der Saskatchewan Junior Hockey League. 2002 wechselte er nach Ungarn zurück und spielte für Alba Volán Székesfehérvár, für dessen Profimannschaft er in der Saison 2002/03 sein Debüt in der Ungarischen Eishockeyliga gab. Gleich in seinem Rookiejahr wurde der Angreifer erstmals mit seinem Team Ungarischer Meister. Diesen Erfolg konnte der Linksschütze in den folgenden neun Spielzeiten jeweils mit Alba wiederholen, wobei er seit der Aufnahme Albas zur Saison 2007/08 in die Österreichische Eishockey-Liga neben dieser bis 2012 parallel in der ungarischen Eishockeyliga auf dem Eis stand. Zudem absolvierte der Ungar in der Saison 2006/07 insgesamt 18 Spiele für den schwedischen Verein Grums IK.  2016 wechselte er zum Lokalrivalen MAC Budapest und ein Jahr später zum Újpesti TE.

### International
Für Ungarn nahm Kovács im Juniorenbereich zunächst an der U18-B-Weltmeisterschaft 1999 und der Europadivision I der U18-Weltmeisterschaft 2000 sowie nach der Umstellung auf das heutige Divisionssystem an der Division II 2001 und 2002 sowie der Division I 2000 und den U20-Junioren-Weltmeisterschaften der Division II 2001, 2002 und 2003 sowie der Division I 2004 teil. 
Im Seniorenbereich stand er im Aufgebot seines Landes bei den Weltmeisterschaften der Division I 2004, 2005, 2006, 2007, 2008, 2010, 2011, 2012, 2013, 2014 und 2015 sowie bei den Weltmeisterschaften 2009 und 2016 in der Top-Division. Zudem vertrat er die Magyaren bei den Qualifikationsturnieren für die Olympischen Winterspiele 2006 in Turin, 2010 in Vancouver, 2014 in Sotschi und 2018 in Pyeongchang.

## Erfolge und Auszeichnungen
| - 2003 Ungarischer Meister mit Alba Volán Székesfehérvár - 2004 Ungarischer Meister mit Alba Volán Székesfehérvár - 2005 Ungarischer Meister mit Alba Volán Székesfehérvár - 2006 Ungarischer Meister mit Alba Volán Székesfehérvár - 2007 Ungarischer Meister mit Alba Volán Székesfehérvár | - 2008 Ungarischer Meister mit Alba Volán Székesfehérvár - 2009 Ungarischer Meister mit Alba Volán Székesfehérvár - 2010 Ungarischer Meister mit Alba Volán Székesfehérvár - 2011 Ungarischer Meister mit Alba Volán Székesfehérvár - 2012 Ungarischer Meister mit Alba Volán Székesfehérvár |

### International
- 2003 Aufstieg in die Division I bei der U20-Junioren-Weltmeisterschaft der Division II
- 2008 Aufstieg in die Top-Division bei der Weltmeisterschaft der Division I, Gruppe B
- 2015 Aufstieg in die Top-Division bei der Weltmeisterschaft der Division I, Gruppe A

## ÖEHL-Statistik
(Stand: Ende der Saison 2015/16)